# Ele Se Move
"Ele Se Move'" é uma canção gravada pela cantora gospel brasileira Eyshila, com participação das cantoras Fernanda Brum e Aline Barros. 
Com mais de 20 anos de amizade, Aline Barros, Eyshila e Fernanda Brum estão unidas pela primeira vez na inédita “Ele Se Move”. A música está disponível em todas as plataformas digitais, assim como o clipe. As três cantoras, que são referências no mercado da música cristã no Brasil, gravaram a composição de Patrick Mendes, com produção de Johnny Essi.

## Lançamento
O single, inspirado em Joel 2 e Atos 2, traz uma mensagem sobre o movimento do Espirito Santo na igreja e na vida do cristão que, assim, é livre na Sua presença. A música é uma adoração, que clama para que o Espirito Santo permaneça preenchendo os corações e que Sua glória chegue para todas as pessoas.
“Ser convidada pra gravar essa canção com Eyshila e Fernanda foi uma alegria. Somar forças quando se tem o mesmo propósito, a mesma fé, faz romper limites e trazer o céu para a terra. Nosso coração está em Deus e nossa motivação maior é que venha o Reino de Deus e alcance multidões" comenta Aline Barros.
“’Ele Se Move’ é uma canção do Patrick Mendes, um compositor muito talentoso dessa nova geração, e é um collab meu com Fernanda Brum e Aline Barros, duas amigas muito chegadas que amo muito. Ambas com uma carreira consolidada na história da música cristã. Já gravei com as duas separadamente, mas unir as duas em uma única canção é um presente de Deus pra mim e, certamente, para todo o público que nos acompanha há tantos anos. Glória a Deus por esse momento!” - celebra Eyshila.
Bastante feliz com o projeto, Fernanda Brum compartilha detalhes da gravação do clipe. “Foi muito divertido, deixamos tudo acontecer naturalmente. No dia, a gente estava como meninas, curtindo, sorrindo, amando fazer a gravação. Tem muita coisa linda, com projeções maravilhosas”.

## Videoclipe
O clipe foi produzido por Mess Santos. As imagens intercalam cenas com as artistas, contando a história de uma pessoa que enfrenta um momento problemático na vida. No desenrolar do clipe, a personagem encontra o caminho da liberdade, que é evidenciado a partir de um jogo de luzes.

## Desempenho Comercial

### Tabelas semanais
| Tabela musical (2022) | Melhor posição |
| --------------------- | -------------- |
| Super Gospel (Top 20) | 3              |

### Tabelas Anuais
| Tabela musical (2022)     | Melhor posição |
| ------------------------- | -------------- |
| Spotify (Sucessos Gospel) | 10             |

### Certificações
| Ano  | Obra        | Certificação |
| ---- | ----------- | ------------ |
| 2025 | Ele Se Move | Platina      |